# 스뮤온 스뉴트리노
스뮤온 스뉴트리노(smuon sneutrino)는 뮤 중성미자의 초대칭짝으로 보손이다.